# Мрувчак
Мрувчак (пол. Mrówczak) — село в Польщі, у гміні Пшистайнь Клобуцького повіту Сілезького воєводства.
Населення — 248 осіб (2011).
У 1975-1998 роках село належало до Ченстоховського воєводства.

## Демографія
Демографічна структура станом на 31 березня 2011 року:
|          | Загалом | Допрацездатний вік | Працездатний вік | Постпрацездатний вік |
| -------- | ------- | ------------------ | ---------------- | -------------------- |
| Чоловіки | 129     | 28                 | 85               | 16                   |
| Жінки    | 119     | 27                 | 58               | 34                   |
| Разом    | 248     | 55                 | 143              | 50                   |